# Bitwa pod Olteniţą
Bitwa pod Olteniţą − starcie zbrojne, które miało miejsce w początkowej fazie wojny krymskiej 4 listopada 1853 roku i zakończyła zwycięstwem sił osmańskich nad wojskami rosyjskimi.
2 listopada wojska osmańskie Omera Paszy w sile 10 tysięcy żołnierzy przekroczyły granicę na Dunaju, w pobliżu Olteniţy. Siły rosyjskie zostały wysłane naprzeciw Turkom, by osłonić przed atakiem Bukareszt. Po wymianie ognia Rosjanie wycofali się z ciężkimi stratami. Pomimo sukcesu, Turcy spodziewali się kolejnego uderzenia i rosyjskich posiłków. Działania wstrzymano też z powodu zimy i niemożności utrzymania pozycji. Siły tureckie wycofały się za Dunaj 15 listopada.